# Документний фонд
Документний фонд — це систематизоване зібрання документів, підібраних згідно із задачами, завданнями документно-інформаційної комунікації і потребами користувачів.

## Поняття та різновиди
Документний фонд (ДФ) — це сукупність документів, які через суспільну значущість охоплюють документи всіх галузей діяльності суспільства, зберігаються і використовуються в бібліотеці, архіві, музеї, інформаційному центрі і т.ін.
Головною підсистемою ДФ є бібліотечний фонд (БФ) -це систематизована сукупність документів, що відповідають задачам, типу, профілю бібліотеки, а також документним потребам її користувачів і призначена для використання і зберігання документів протягом усього часу, поки вони представляють для користувачів реальну чи потенційну цінність.
Інформаційний фонд (ІФ) — це масив документів найбільших галузевих і міжгалузевих центрів та інститутів інформації, відділів НТІ різних підприємств, організацій, фірм, комерційних служб, бірж, агентств з інформації, обчислювальних центрів тощо.
Архівний фонд (АФ) — сукупність документів, утворилися в процесі діяльності установи організації, підприємства, суспільства чи особи (родини, роду). АФ складається в основному з текстових документів, що несуть ретроспективну інформацію, історично чи логічно зв'язаних між собою.
Документи, незалежно від їхнього виду, місця створення і форми власності на них, що зберігаються на території України і відображають історію духовного, матеріального життя народу, мають історико-культурну цінність і визнані такими відповідною експертизою з реєстрацією у встановленому порядку, складають Національний архівний фонд України.
Музейний фонд — це упорядкований масив документів, збережених у музеях — організаціях, що займаються збором, збереженням, дослідженням і експозицією документів наукового чи культурного характеру. Усі колекції державних музеїв об'єднюють в Національний музейний фонд України.
У фондах музеїв зберігаються документи двох видів: створені природою (зразки фауни і флори) і створені людиною, тобто ті, які несуть соціальну інформацію (картини, книги, предмети побуту тощо).

## Характеристика документного фонду

### Властивості
Документному фонду притаманні такі властивості:
- стохастичність;

- множинність;

- цілісність;

- відкритість;

- динамічність.

### Ознаки
Ознаки фонду:
- наявність документів та інформації;

- упорядкованість документів;

- управління;

- об'єм фонду;

- тематика;

- мовна;

- хронологічність.

### Завдання та функції
Документні фонди виконують ряд загальних завдань і функцій. Наприклад, рукописні, депозитарні фонди в бібліотеках виконують ту ж функцію, що й архіви. Бібліотечний фонд є в будь-якій іншій документній системі(в архіві, музеї та ін.). В той же час в бібліотеці може бути музей книги (музейний фонд), архів, інформаційний центр та ін. Різниця між ними полягає в тому, що кожний ДФ підкорюється завданням тієї установи, в якому він функціонує. Наприклад, книга існує перш за все для читання, але поміщена в музейний фонд вона стає експонатом, що призначений не для читання. Будучи частиною експозиції, книга підкорюється правилам експозиційної діяльності. На відміну від бібліотечної, музейну книгу не видають додому, безпосередній доступ до неї обмежений.
Функції фонду:
- кумулятивна;

- комунікативна;

- меморіальна;

- інформаційна;

- освітня;

- гедонічна;

- виховна.

## Зберігання документного фонду
Зберігання фонду — забезпечення цілісності і фізичного стану документів, які знаходяться, у фонді зберігають в спеціально-обладнаних приміщеннях в умовах фізико — хімічних і біологічних режимів.
Для забезпечення фонду необхідно дотримуватись наступних факторів: соціального фактору (штемпелювання, нумерація, наклейка екслібрису, визначення місце знаходження документу, періодична перевірка фонду по частинах чи в загальному, перевірка правильності розміщення фонду, виявлення документів, які потребують ремонту, реставрації, матеріальна відповідальність працівників); технологічний фактор (режим зберігання) та біологічний фактор.
Передбачено три режими зберігання:
- світловий режим;

- температурний режим;

- санітарно — гігієнічний режим.

Крім цього при зберіганні фонду використовується механічний захист фонду:
- використання захисних покриттів (ламінування, лакування, обгортання в поліетиленові мішки, зберігання документів в коробках, папках, конвертах);

- ремонт документів;

- реставрація документів, і протипожежний захист.

Таким чином зберігання фонду поділяється на три складові частини:
Гігієна — комплекс заходів, який забезпечує його захист від гризунів, комах, пилу;
Консервація — забезпечення матеріальної основи документів від природного процесу старіння і розпаду в умовах довгого зберігання;
Реставрація — ремонт пошкоджених документів, повернення близьких або початкових властивостей або ознак документів до яких відносяться.